# Vierkleurige koekoekshommel
De vierkleurige koekoekshommel (Bombus sylvestris) is een vliesvleugelig insect uit de familie bijen en hommels (Apidae). De wetenschappelijke naam van de soort is voor het eerst geldig gepubliceerd in 1832 door Lepeletier.